# Galês médio
O galês médio (Cymraeg canol) é o galês medieval, utilizado entre os séculos XII e XIV até o desenvolvimento da língua galesa moderna, no século XV. O galês médio surgiu a partir do galês antigo.
É o dialeto dos contos contidos na coletânea medieval Mabinogion, assim como em vários manuscritos com leis galesas. O galês médio é razoavelmente inteligível para um falante do galês moderno, ainda que com certa dificuldade. A fonologia é muito parecida ao do galês moderno, mas a ortografia é muito variável de manuscrito em manuscrito.